# Lyrotylus
Lyrotylus is een geslacht van rechtvleugeligen uit de familie veldsprinkhanen (Acrididae). De wetenschappelijke naam van dit geslacht is voor het eerst geldig gepubliceerd in 1923 door Uvarov.

## Soorten
Het geslacht Lyrotylus omvat de volgende soorten:
- Lyrotylus kermanicus Shumakov, 1956
- Lyrotylus modestus Bey-Bienko, 1956
- Lyrotylus persicus Uvarov, 1923